# Hans Henrik von Essen (1835–1894)
Hans Henrik von Essen, född 14 augusti 1835 i Stockholm, död där 25 juli 1894, var en svensk greve och diplomat.

## Biografi
von Essen blev student vid Lunds universitet 1853 och avlade kansliexamen 1856. Han blev samma år kanslist i civildepartementets expedition följande år. 1857 blev han attaché i Paris. År 1858 blev han andre sekreterare i Utrikesdepartementet, två år senare, 1860, blev han tillförordnad legationssekreterare i London. År 1862 blev han legationssekreterare i Sankt Petersburg, 1863 legationssekreterare i Berlin och senare samma år i Köpenhamn. 
1870 blev han kabinettssekreterare. 1873 blev han utnämnd till sändebud till Rom. Senare samma år blev han tillförordnad generalkonsul i Italien. 1877 blev han utnämnd till sändebud till Wien. 1879 och 1882 avgick han i utomordentlig beskickning till Belgrad. År 1883 blev han rapellerad från beskickningen och försatt i disponibilitet.
Hans Henrik von Essen var tredje sonen till Gustaf von Essen och Ida Mary von Rehausen. Han gifte sig 1863 med grevinnan Jaquette Gyldenstolpe. Sonen Carl Reinhold von Essen ärvde grevetiteln. Ett annat av deras barn var Hans-Henrik von Essen. Dottern Ida var gift med Fredrik Ramel.

## Utmärkelser

### Svenska utmärkelser
- Kommendör med stora korset av Nordstjärneorden, 1 december 1880.[1]
- Kommendör av första klassen av Nordstjärneorden, 1 december 1873.[1]
- Riddare av Nordstjärneorden, 20 juli 1869.[1]

### Utländska utmärkelser
- Kommendör av 1.graden Danska Dannebrogorden, 5 augusti 1869.[1]
- Kommendör av Danska Dannebrogsorden, 3 augusti 1865.[1]
- Storkorset av Italienska kronorden, 6 juni 1875.[1]
- Storkorset av Rumänska Stjärnans orden, 10 maj 1879.[1]
- Riddare av andra klassen av Ryska Sankt Stanislausorden, 11 december 1863.[1]
- Storkorset av Serbiska Takovoorden, 12 maj 1882.[1]
- Kommendör av första klassen av Spanska Karl III:s orden, 28 mars 1872.[1]